# ۲تن‌پوش

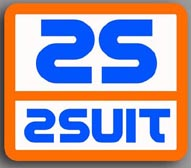
نشان تن‌پوش فضایی موسوم به ۲تن‌پوش.

۲تن‌پوش یا توسوت (به انگلیسی: 2suit یا twosuit) جامه‌ای است که برای آسان کردن آمیزش جنسی در فضا و محیط‌های بدون گرانش طراحی شده‌است. این تن‌پوش در حین یک پرواز شبیه‌سازی شرایط ریزگرانش آزمایش شده‌است.

## تاریخچه
۲تن‌پوش در سال۲۰۰۶ میلادی توسط ونا بانتا اختراع شد. ونا پس از تجربه محیط ریزگرانش در یک پرواز سهمی در سال ۲۰۰۴ میلادی، طراحی این تن‌پوش را آغاز کرد.
این تن‌پوش در سال ۲۰۰۸ میلادی در مستند تلویزیونی گیتی در قسمت سکس در فضا آزمایش شد. این قسمت در ۳ دسامبر سال ۲۰۰۸ از شبکه تلویزیونی هیستوری پخش شد.

## طراحی
بخش جلویی این تن‌پوش به وسیله نوارهای ولکرو به تن‌پوش دیگر متصل می‌شود.
۲تن‌پوش همچنین می‌تواند به اجسام ثابت در محیط نیز بسته شود و در آن مهارهایی جاسازی شده که از داخل تن‌پوش قابل تنظیم هستند و بخش‌های گوناگون یک ۲تن‌پوش را با ۲تن‌پوش مقابل برابر می‌کند.

## نگارخانه

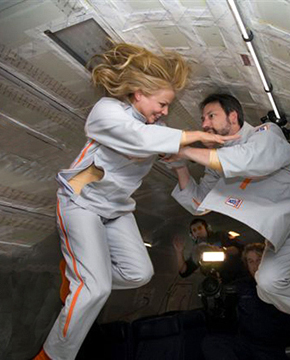
ونا بانتا در حال آزمایش ۲تن‌پوش
تصویری از مستند گیتی که در آن یک مادر باردار جامه ۲تن‌پوش برتن دارد.
طرح نمونه اولیه ۲تن‌پوش